# Centre històric de Cracòvia

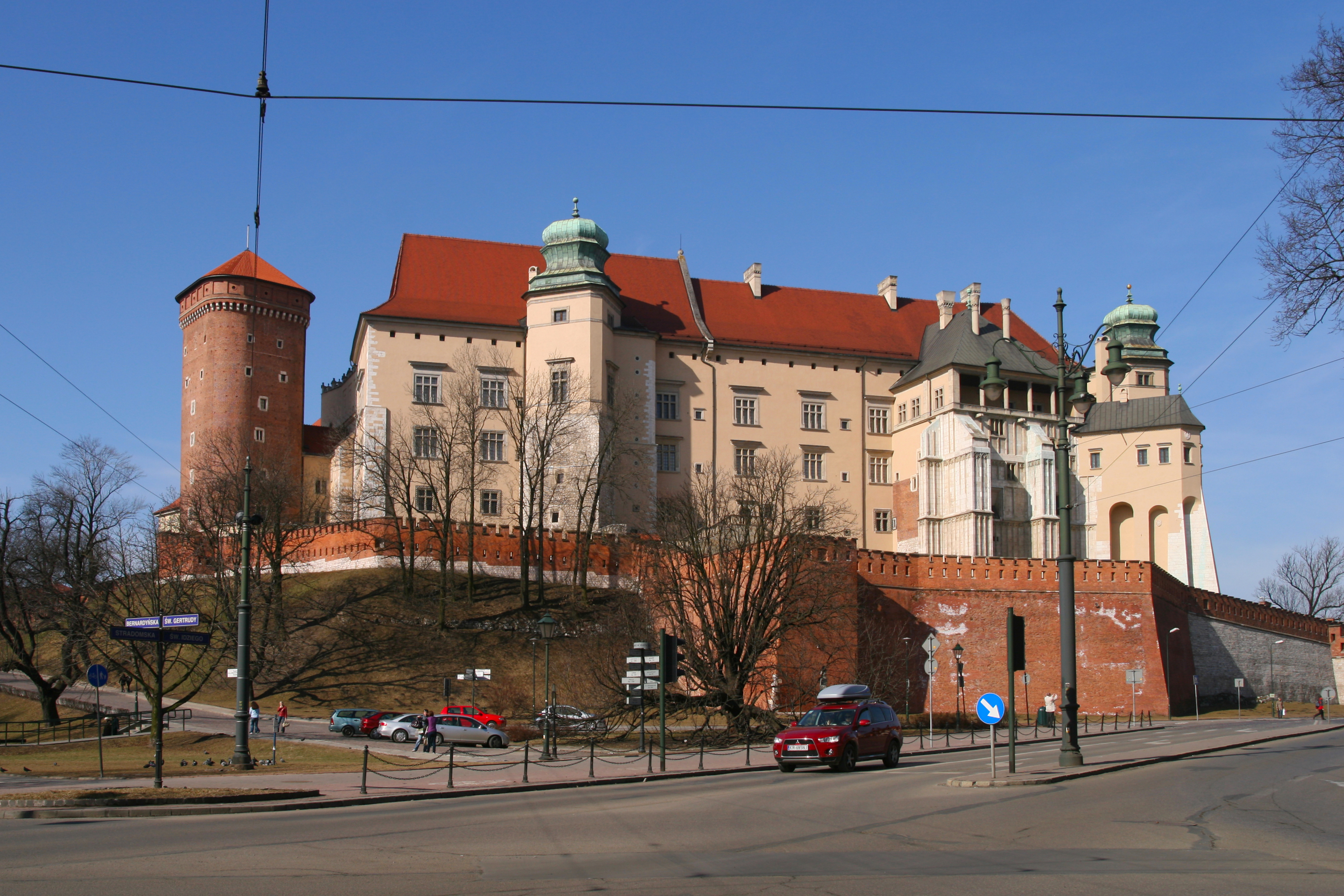
Castell Reial de Wawel

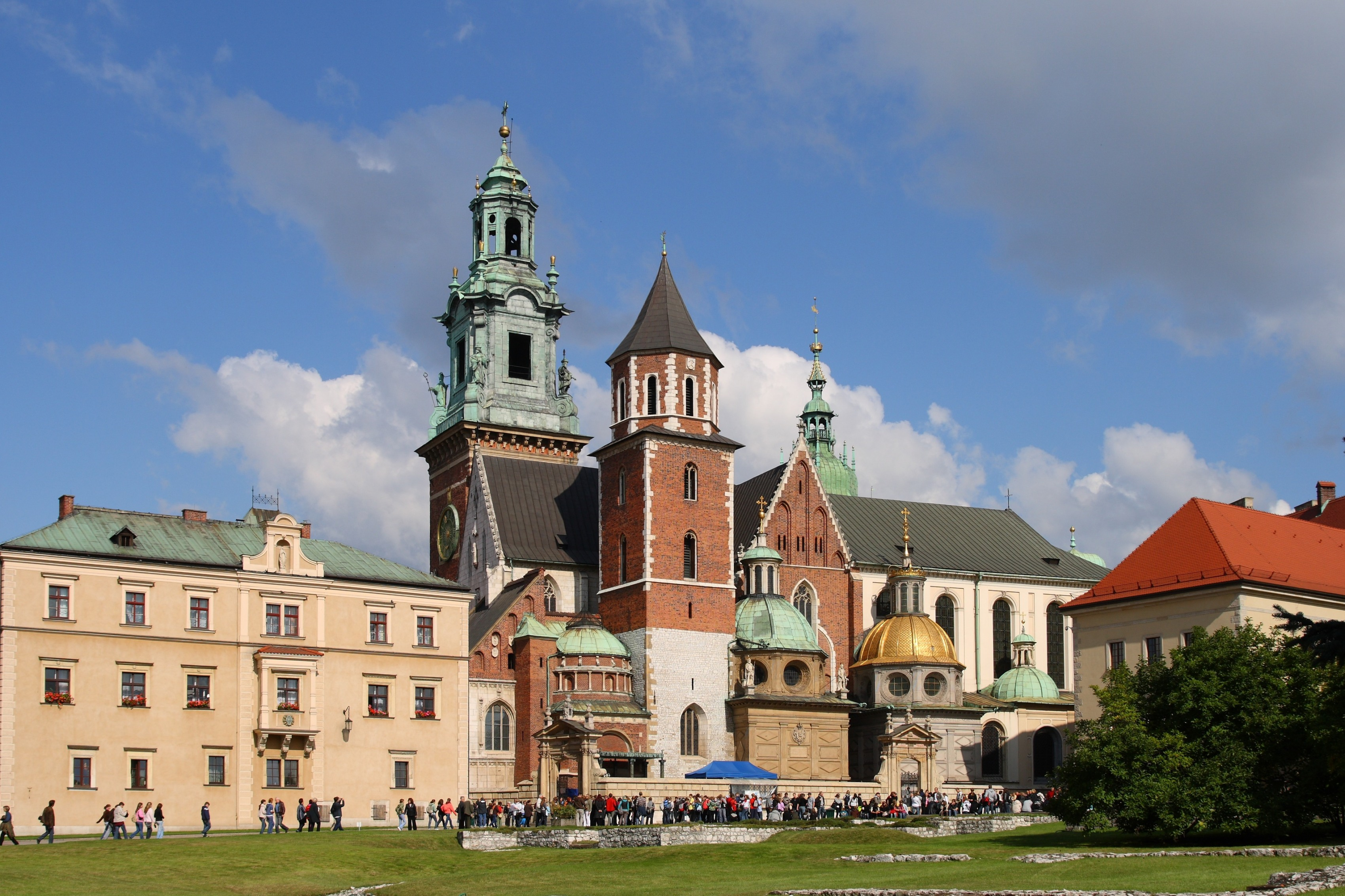
Catedral de Sant Wenceslau i Sant Estanislau

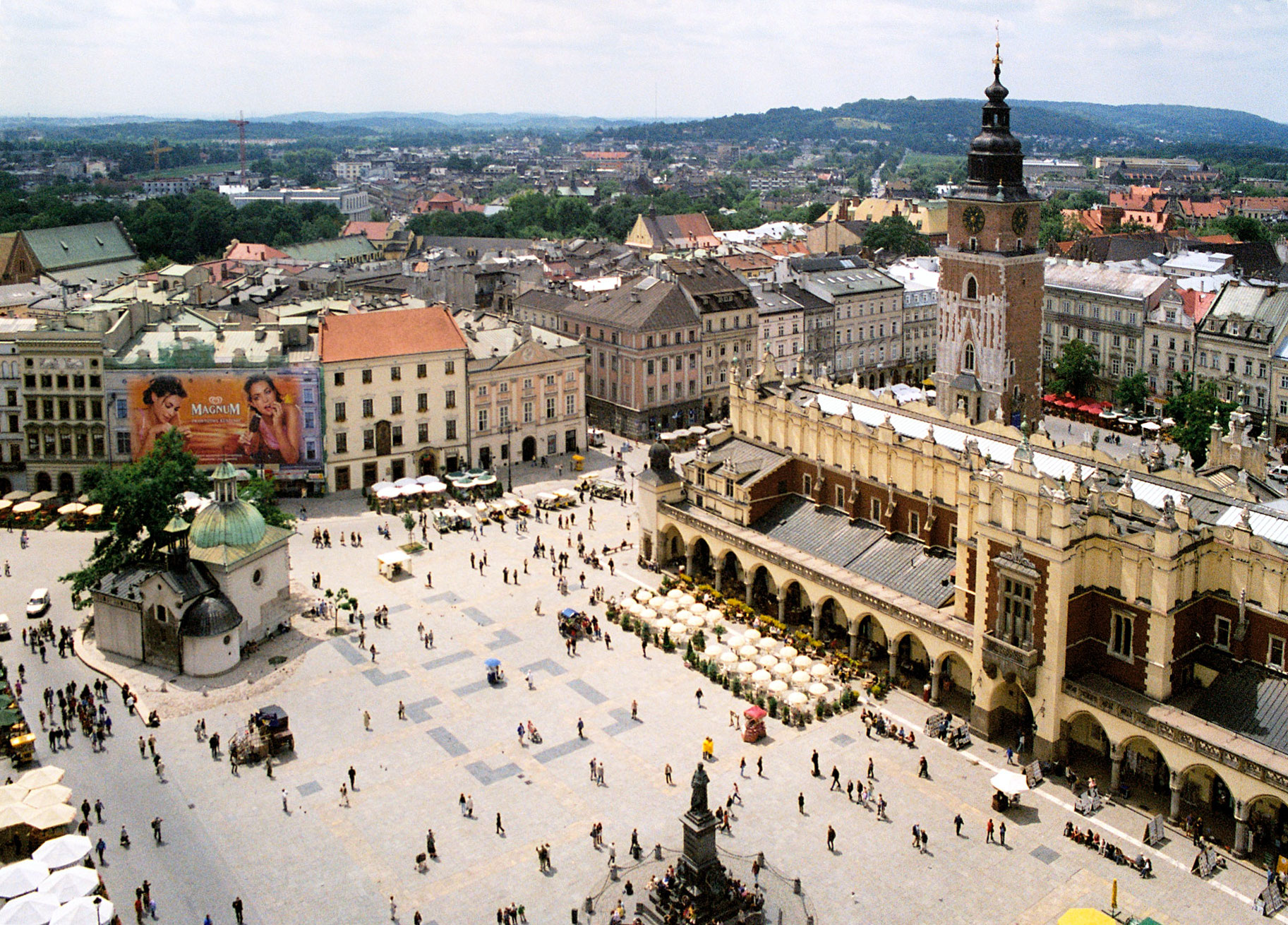
La plaça del mercat des de la torre de Santa Maria

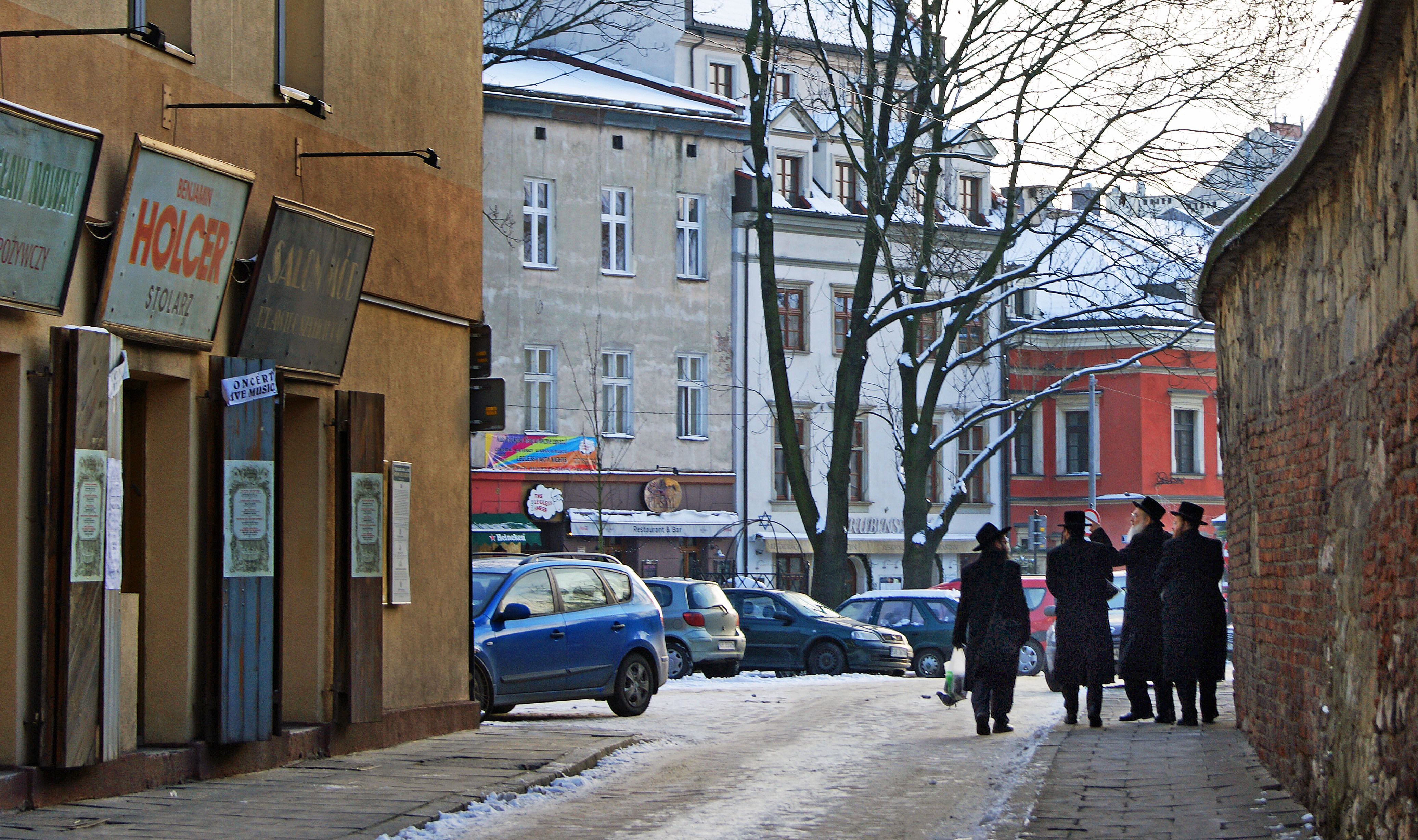
Kazimierz

El centre històric de Cracòvia, declarat Patrimoni de la Humanitat el 1978, es divideix en tres zones diferenciades: el pujol de Wawel, la ciutat medieval de Cracòvia i el nucli medieval de Kazimierz.
Al centre és la Rynek Główny, plaça major o plaça del mercat (ja que engloba un mercat de planta rectangular al mig), de gran grandària per a la seua data de construcció, i nombroses esglésies com la basílica de Maria Santíssima (Kościoł Mariacki) (amb dues torres desiguals), l'església de Sant Wojciech i altres tresors nacionals, com el complex Sukiennice (que alberga un mercat de teles i talles, altres diverses botigues i restaurants, i també el Museu Nacional d'Art de Cracòvia). S'hi troba també la barbacana -una torre de defensa que formava part d'una xarxa de fortificacions que circumdaven la ciutat- i el castell de Wawel. L'ajuntament és de planta circular.

## El pujol deWawel
Ací es troben el castell Real de Wawel i la catedral de Sant Wenceslau i Sant Estanislau.
El castell Reial de Wawel ha estat residència de la majoria dels reis de Polònia. Al principi era un castell d'estil gòtic, encara que el van reformar profundament entre 1506 i 1537 sota la direcció d'arquitectes italians. És un edifici de tres plantes, adornat amb arcades, format per quatre ales que envolten un pati central. Entre la multitud d'obres d'art que alberga, destaca una col·lecció de tapissos elaborats a Brussel·les en la segona meitat del segle XVI; d'un total de 356 tapissos només 136 se'n conserven en l'actualitat.
A la catedral de Sant Wenceslau i Sant Estanislau estan enterrats els reis de Polònia. Construïda entre 1320 i 1364, és una església gòtica de tres naus amb transsepte, absis i deambulatori. Després se li van afegir 18 capelles funeràries laterals d'estil renaixentista, entre les quals destaca la de Segimon I, considerada l'obra mestra de l'art renaixentista a Polònia.

## La ciutat medieval de Cracòvia
La ciutat medieval emmurallada de Cracòvia (Stare Miasto) té una arquitectura molt rica, amb bells exemples d'estils renaixentista, barroc i gòtic. Les altes fortificacions que l'envolten s'edificaren entre els segles xii i xiv.
La plaça del mercat (Rynek Główny), construïda a mitjan segle xiii, és la més gran d'Europa (200 metres de costat). Al seu centre es troba el gran mercat de teles, edifici renaixentista del segle xiv ocupat en l'actualitat per botigues de records. A la banda est, destaquen la basílica de Santa Maria i l'estàtua d'Adam Mickiewicz.
Les esglésies i palaus de Cracòvia mostren una gran riquesa de color, i detalls arquitectònics com vidrieres, pintures i escultures. Destaquen la torre de l'Ajuntament, construïda el 1383 i la basílica de l'Asumpció de Nostra Senyora, amb tres naus i portada de dues torres, la construcció de les quals s'inicià al 1360, i és un magnífic exemple de l'estil gòtic polonés.
Cap al sud-oest n'hi ha els edificis més antics, que pertanyen a la Universitat Jagellònica, fundada per Casimir III el Gran el 1364.

## El nucli medieval de Kazimierz
El nucli medieval de Kazimierz, centre històric dels jueus de Cracòvia, va ser fundat el 1335, i es caracteritza per les muralles del segle XIV i per les cases apinyades. Entre els seus monuments destaquen les esglésies de Santa Caterina (1340-1426), la basílica del Corpus Christi (1369-1405) i l'església barroca Na Skałce (sobre la roca).
Entre els dos nuclis medievals es troba el barri de Stradom, amb els monestirs dels Bernardins (segle xv) i dels Missioners (segle XVII).

## Curiositats
Es diu que l'església de Santa Maria té dues torres desiguals, per la competitivitat de dos germans arquitectes que van apostar per veure qui podia fer-la més alta i en menys temps. Per guanyar l'aposta un d'ells va assassinar l'altre. Després l'homicida es va penedir i es va llançar des de la torre que va construir. Sobre la porta del mercat de teles més proper a l'església de Sta. Maria es troba la navalla amb la qual es va cometre l'assassinat.

## Museus
A Cracòvia, hi ha molts museus interessants, amb obres de Rembrandt i Leonardo da Vinci.

## Altres imatges

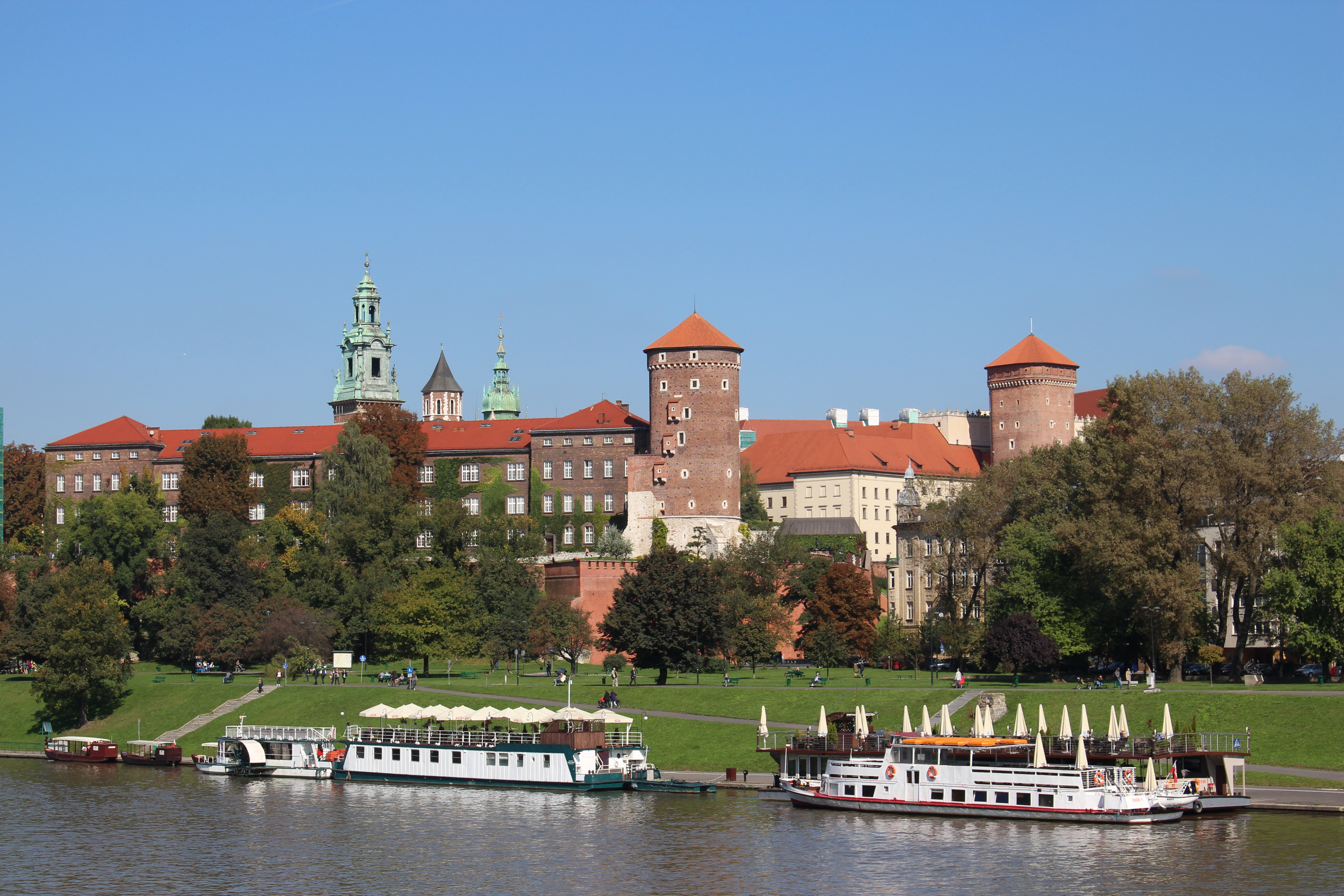
Castell Reial de Cracòvia
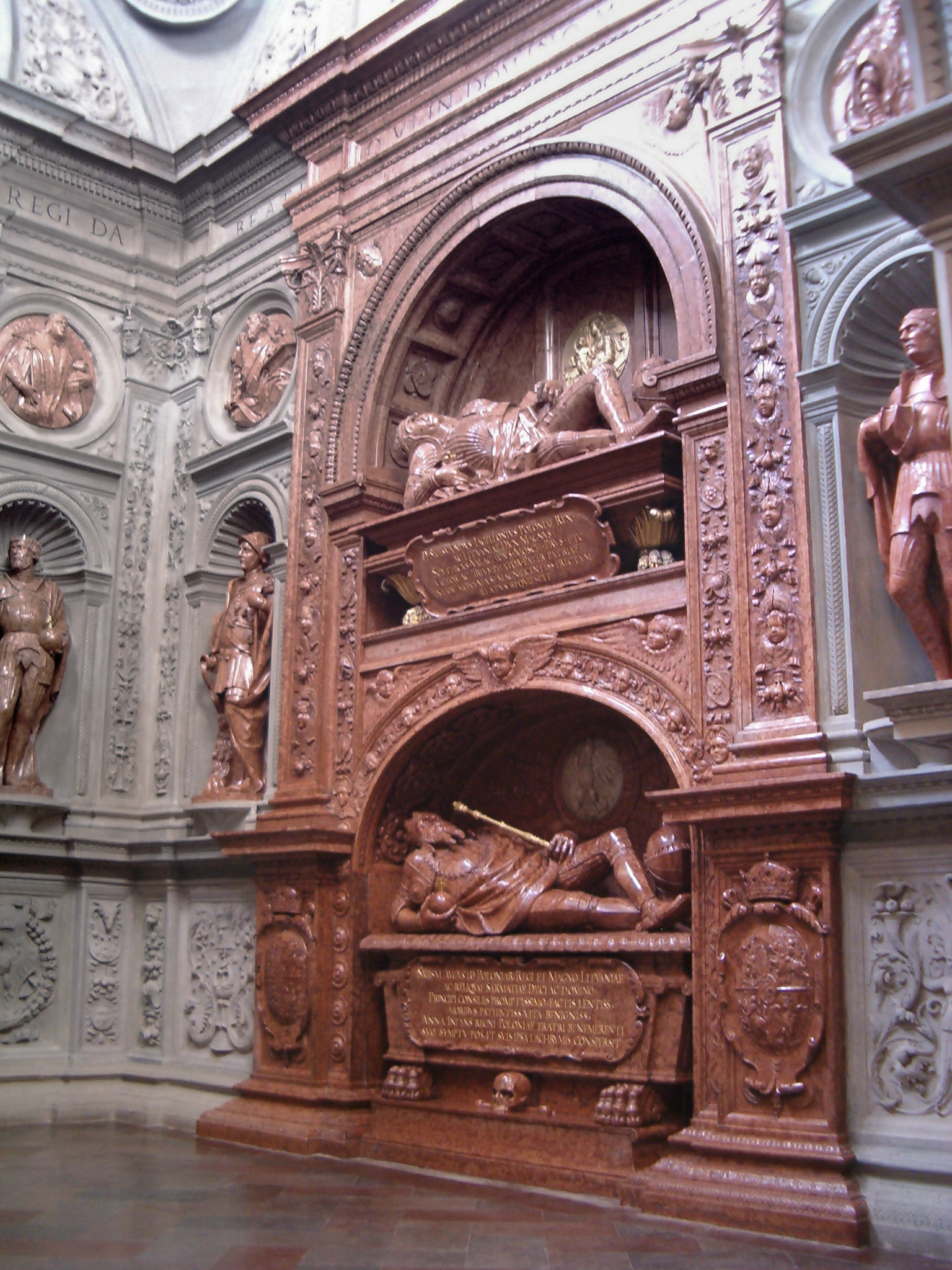
La Capella de Segimon
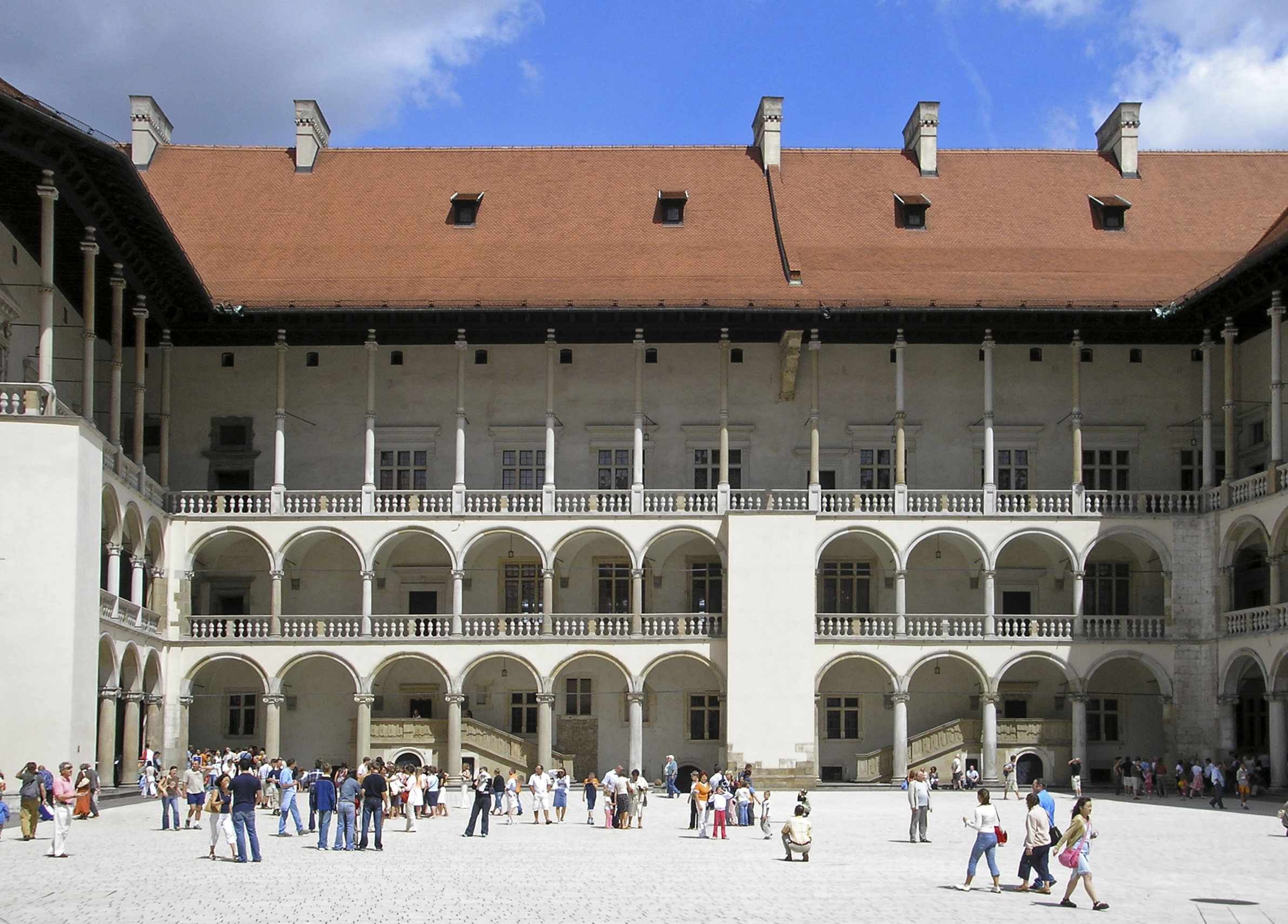
Castell Reial de Cracòvia
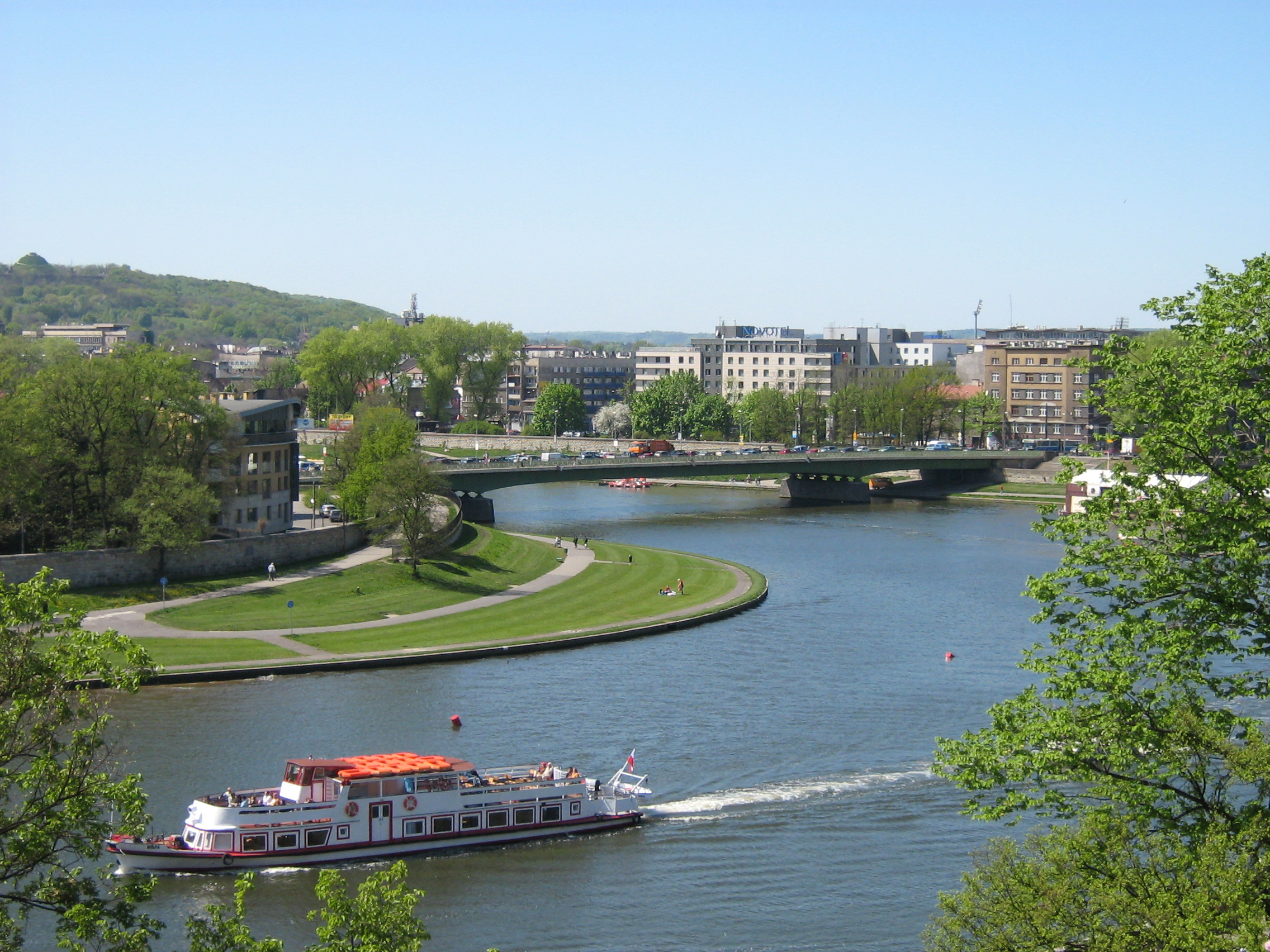
Vista des del castell - Vístula
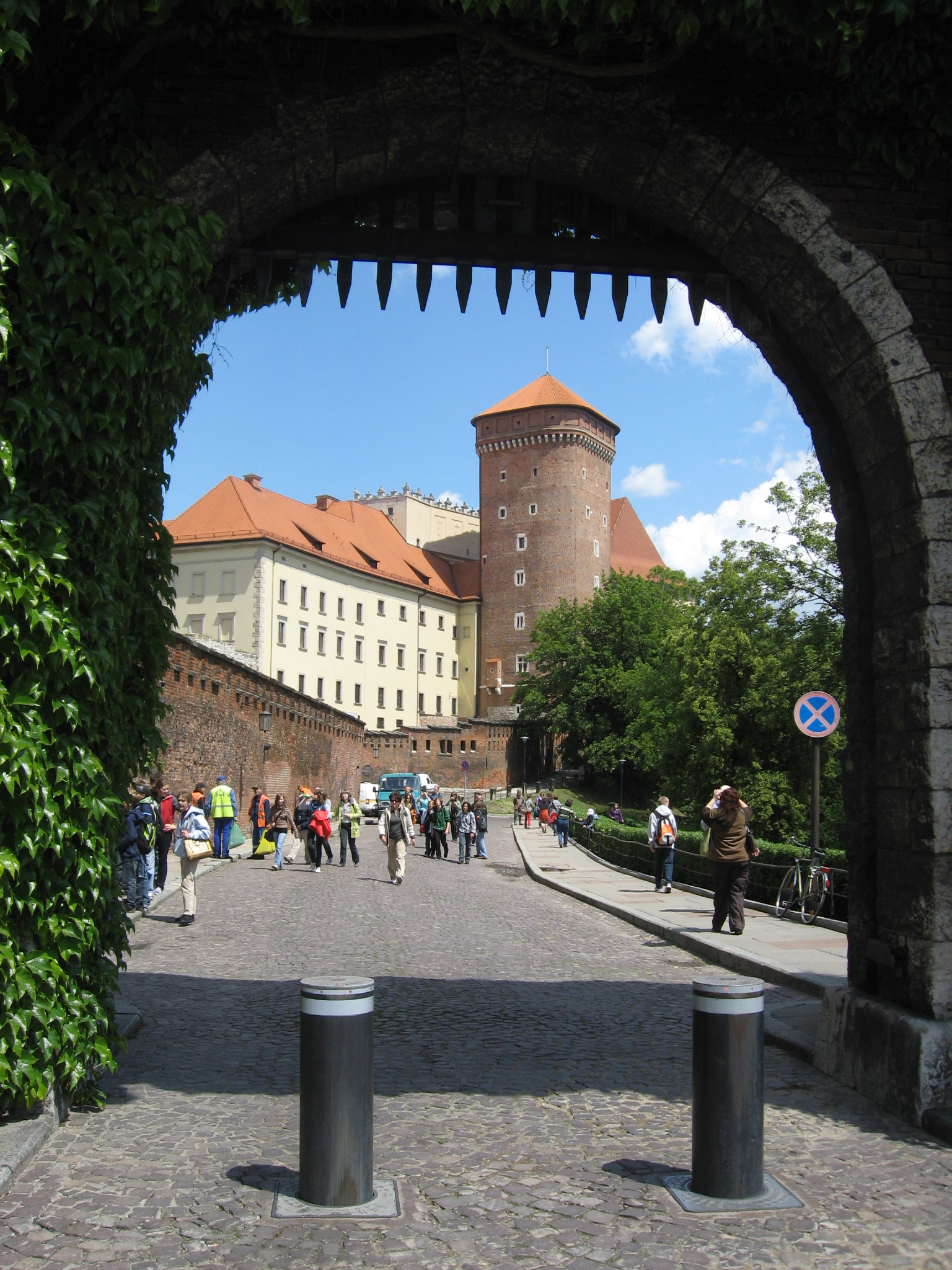
Wawel, una de les portes
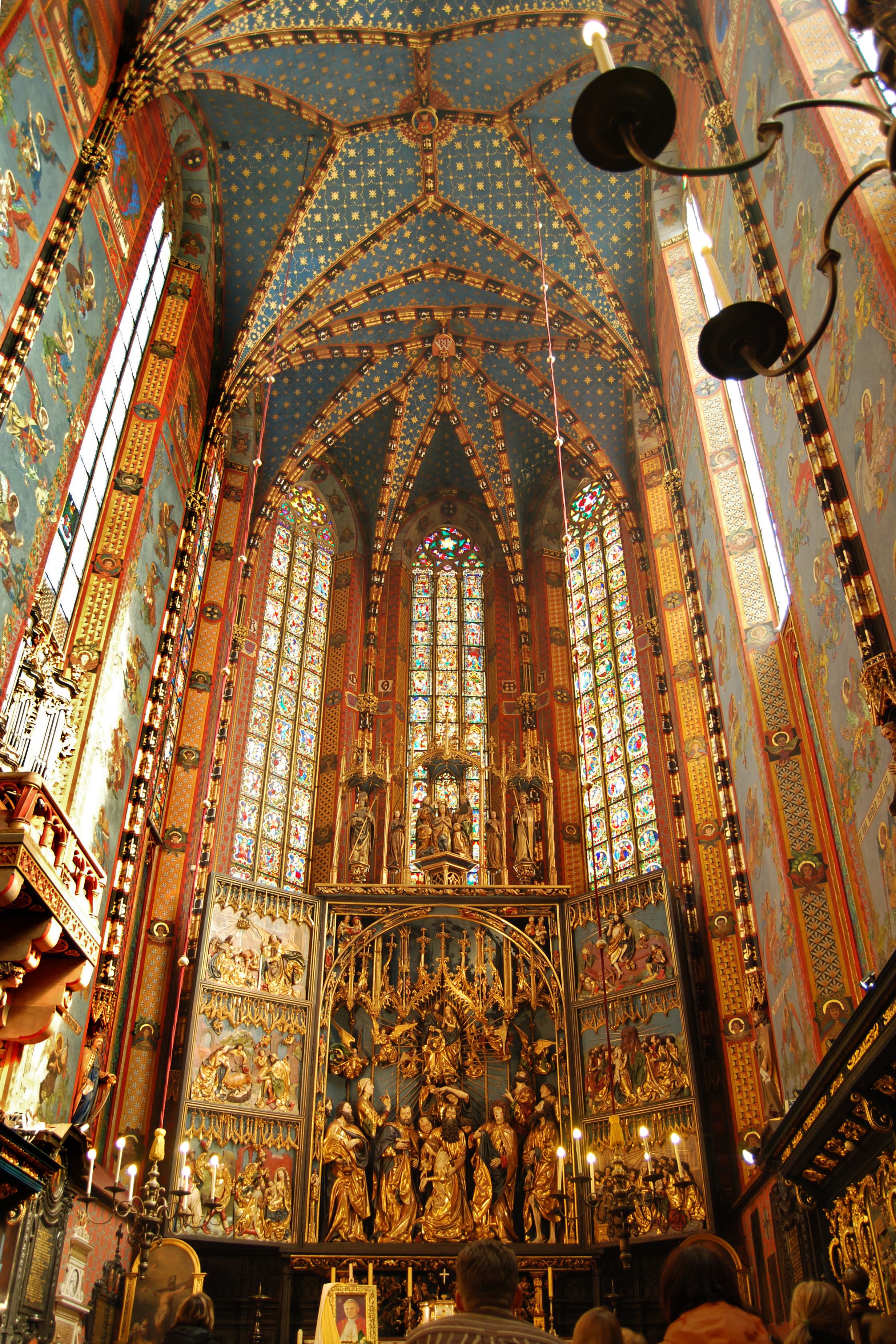
Basílica de Santa Maria interior amb tríptic Veit Stoss
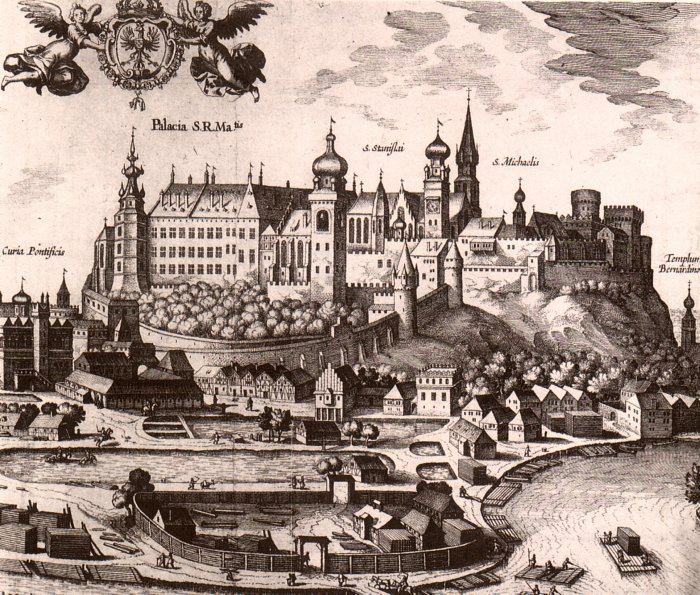
Castell de Wawel, del segle XVI
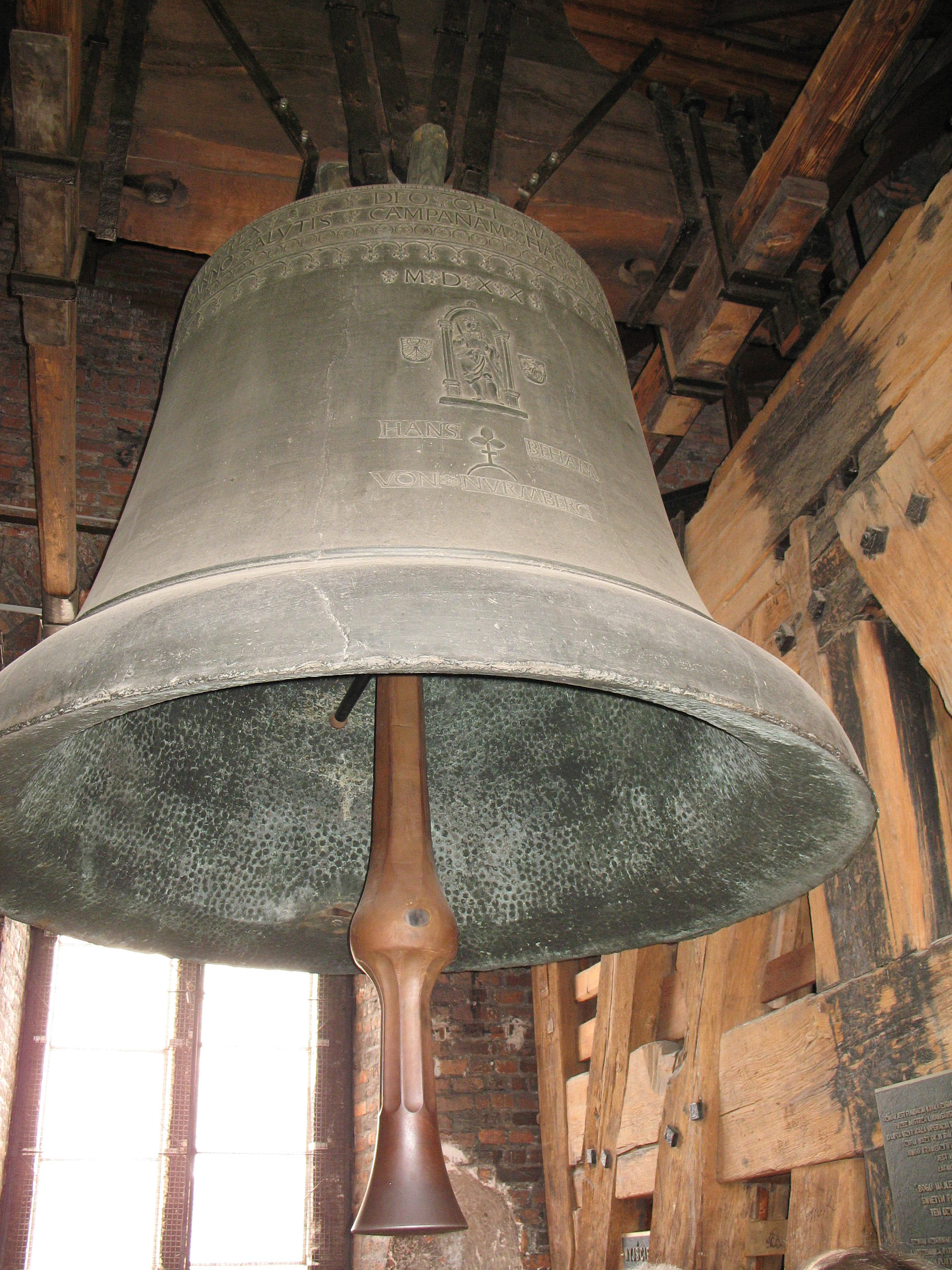
Campana Segimon Vell
La dama de l'ermini de Leonardo da Vinci, Museu Czartoryski
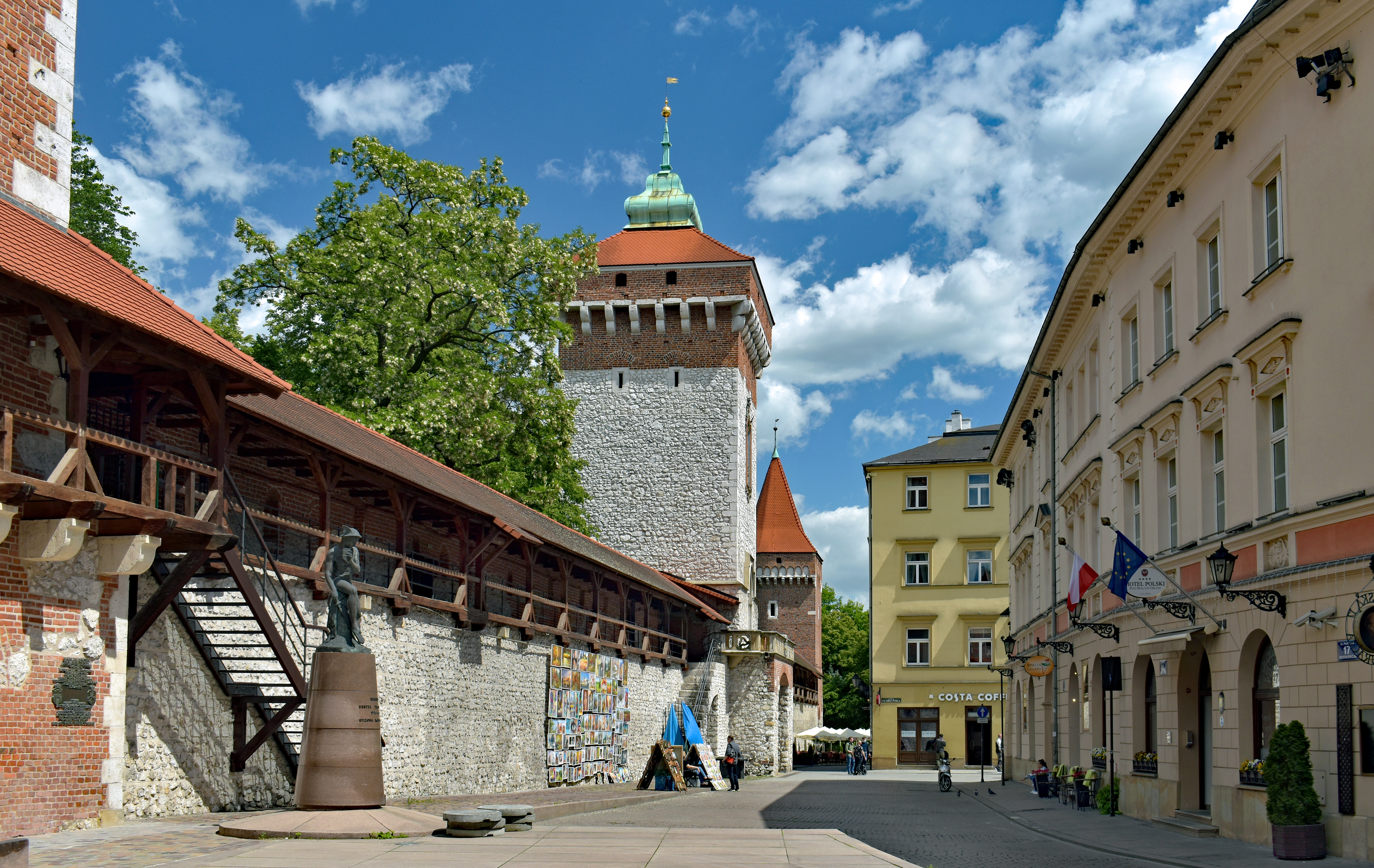
L'era
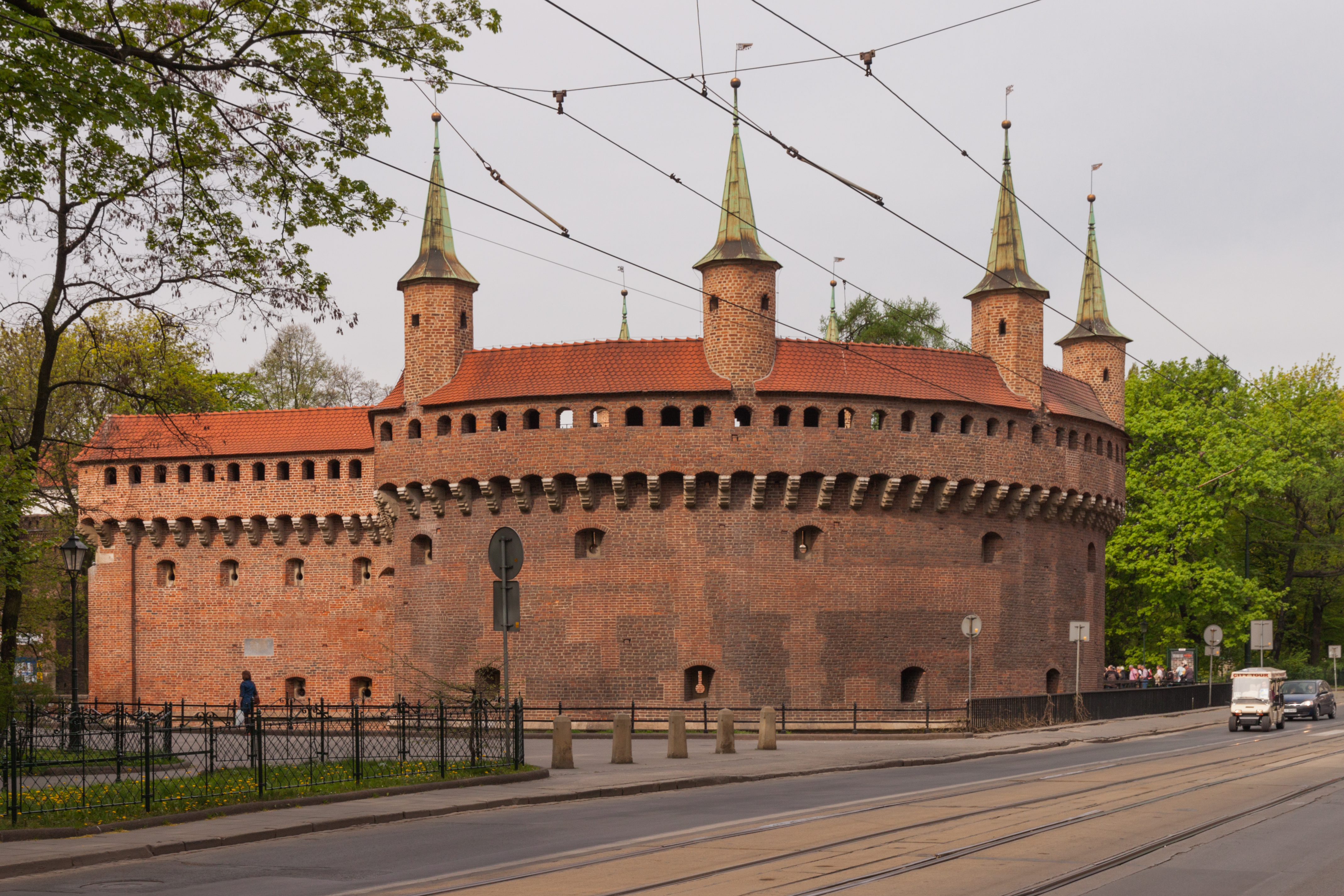
Barbacana